# Arzawa

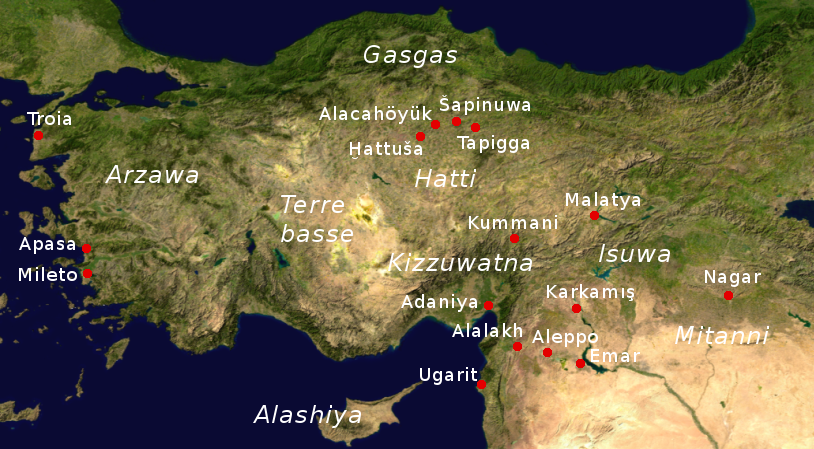
Localizzazione dei principali siti nell'Anatolia del XIII sec. a.C.

Arzawa (forma antica Arzawiya) fu un regno dell'Anatolia occidentale del II millennio a.C.. Non essendo giunta a noi alcuna testimonianza diretta di questo popolo, possiamo ricostruire la sua storia unicamente da fonti esterne, provenienti essenzialmente dal vicino regno ittita. Gli Ittiti combatterono spesso le popolazioni di quest'area, separatamente o unite tra loro, sovente sconfiggendole e rendendole vassalle.
Oggi conosciamo esattamente la localizzazione del territorio di Arzawa. Esso occupava la regione nord-occidentale dell'Anatolia, dallo stretto dei Dardanelli (su cui si affacciava la città di Wilusa/Troia) a Nord fino al fiume Meandro a Sud, che faceva da confine con i territori della città-stato di Millawata/Mileto. ad ovest la costa di Arzawa era bagnata dal Mar Egeo, mentre verso est confinava, tramite la regione di Hapalla, con le Terre Basse degli Ittiti. Sono ritenute tradizionalmente escluse dall'area Arzawa le regioni del Sud-Ovest anatolico, cioè la Lukka/Licia e la Karkiysa/Caria.
Le genti Arzawa erano in gran parte, anche se non esclusivamente, di stirpe luvia, tanto che nei testi ittiti, ad un certo punto della tarda età del bronzo, il termine Luwiya cadde in disuso e venne sostituito dal termine Arzawa. Inoltre, i nomi propri di Arzawa erano simili a quelli dei Luvi e gli Arzawa veneravano divinità luvie, quali Arma (la Luna) e Tarhunta (il dio della tempesta).
La città più importante, capitale nel periodo in cui il regno di Arzawa costituì un'entità unitaria, fu Apasa, nell'estremo Sud-Ovest del paese, la cui collocazione corrisponde a quella di Efeso in epoca classica.

## Prime attestazioni storiche: "Arzawiya" e "Assuwa"
Per la maggior parte della sua storia, l'area di Arzawa è sempre sembrata essere un insieme di staterelli più o meno indipendenti l'uno dall'altro, ma pronti ad unirsi occasionalmente in confederazioni per specifici scopi militari. Pertanto con il termine Arzawa i testi ittiti si riferiscono più ad un'area geografica e a stirpi con lingua e divinità comuni, piuttosto che a uno stato unitario. All'interno di questo scenario sembra che il sovrano del nucleo centrale, con capitale Apasa, possa aver svolto una sorta di ruolo di primus inter pares, assumendo il comando delle varie leghe sorte di volta in volta.
La prima attestazione storica di Arzawa risale al regno ittita di Ḫattušili I, verso il 1650 a.C., quando in un commento lapidario egli ricorda "...marciai contro Arzawiya e presi bestiame e pecore". Dopo l'espansione territoriale sotto il precedente sovrano Labarna, i territori ittiti confinavano con quelli di Arzawa ed è possibile che vi siano state scaramucce tra vicini, o piccole incursioni, finché Ḫattušili I non decise di organizzare una spedizione punitiva nel territorio di Arzawa. Probabilmente si trattò di uno scontro di poco conto.
Circa un secolo più tardi, con l'impero ittita dilaniato da lotte dinastiche, si ha notizia, al tempo di Ammuna (1550 a.C. ca.), della rivolta di una serie di regni vicini che "...sono diventati apertamente ostili". Tra questi viene indicato Arzawiya. Ammuna tentò di riaffermare l'autorità ittita, con discreta fortuna.
Col Nuovo Regno ittita si tornò in una fase espansionistica. L'interesse principale dal regno di Tudhaliya I/II in avanti furono le vie che portavano all'area siriana. Tuttavia la tendenza del mondo anatolico occidentale a costituire confederazioni militari, col rischio che queste preludessero alla formazione di uno stato unitario, deve aver allarmato il sovrano ittita, al punto di ritenere che nessuna azione verso la Siria avrebbe potuto essere intrapresa senza prima essersi coperto le spalle ad ovest; d'altra parte le Terre Basse ittite, vicine ad Arzawa, erano vulnerabili ad incursioni dei vicini occidentali. Tudhaliya I/II decise perciò di intraprendere un'azione preventiva invadendo i territori occidentali. Egli sconfisse sia la Terra del fiume Seha, che Arzawa Minor e Hapalla, tutti stati Arzawa propriamente detti, anche se nel proprio cammino sottomise una serie di altri staterelli. L'esito fu una deportazione di massa ad Ḫattuša di uomini ed animali. La campagna scatenò però una reazione: 22 stati dell'Ovest, tra i quali Wilusa, dettero vita a quella che gli annali del sovrano chiamano lega Assuwa, contrattaccando. Ma, con un assalto notturno, le forze ittite ebbero la meglio, sconfiggendo la lega Assuwa e deportando ad Ḫattuša oltre 10.000 prigionieri.

## L'apogeo: le imprese di Madduwatta e di Tarhuna-Radu
Dalla Tavoletta di Madduwatta redatta dal successore di Tudhaliya I/II, Arnuwanda I (1380 a.C. ca), veniamo a conoscenza della vicenda di Madduwatta, forse un nobile di origine Arzawa, venuto in contrasto con Attarisiya, definito nel testo "...il governante di Ahhiyawa..." e con il sovrano di Arzawa Kupanta Kurunta. La vicenda è complessa ma pare che Madduwatta, alla fine di una storia di intrighi e tradimenti, fosse riuscito a scalzare Kupanta Kurunta, ad affrancarsi parzialmente dagli Ittiti ed a mettere insieme un considerevole regno nell'Anatolia occidentale, ivi comprese le terre di Arzawa. In realtà questo testo è l'unico che ci narri questa vicenda ed in nessun'altra tavoletta giunta sino a noi ci sono conferme neppure indirette del fatto che Madduwatta fosse effettivamente asceso al trono di Arzawa, quindi potrebbe trattarsi di una esagerazione, un racconto retorico strumentale agli scopi di Arnuwanda.
La vicenda è comunque sintomatica delle continue difficoltà incontrate dagli Ittiti nel gestire quest'area in perenne fermento.
Il regno ittita, attraversava comunque un periodo di contrazione e di instabilità: le cronache di Tudhaliya III, successore (1370 a.C. ca) di Arnuwanda, registravano movimenti ostili ai confini occidentali da parte di Kupanta Kurunta (che evidentemente era di nuovo sul trono di Arzawa), dei suoi tre figli e di Tarhuna-Radu, di cui non era precisato lo status. Con le proprie truppe impegnate a fronteggiare a nord i Kaska, che saccheggiarono e bruciarono Hattuša, Tudhaliya lasciò scoperto il fianco ovest e gli Arzawa, ora uniti proprio sotto Tarhuna-Radu, ne approfittarono occupando le Terre Basse ittite (a est dell'attuale Konya), giungendo non lontani dal Marassantiya (Kizilirmak), il fiume che delimitava il cuore della nazione Ittita.
Gli Arzawa erano ormai uno stato unitario e, con gli Ittiti in pieno caos, anche il più importante dell'Anatolia (1360 a.C. ca): si erano sostituiti agli Ittiti nelle relazioni internazionali, tanto che Tarhuna-Radu scambiò una corrispondenza diplomatica con il faraone Amenophis III, corredata da una proposta matrimoniale a suggello dell'alleanza. Lo stesso stile elaborato da "Grande Re" che il faraone riservava a Tarhuna-Radu mostrava il grado di importanza che in pochi anni lo stato di Arzawa aveva raggiunto.
Nella corrispondenza, inoltre, Amenophis III chiese a Tarhuna-Radu di inviargli dei guerrieri Kaska, noti per la loro bellicosità, da inserire nel proprio esercito come mercenari. Questa richiesta, in precedenza, veniva rivolta al sovrano ittita, stante la prossimità all'impero dei territori abitati dalle tribù Kaska; la circostanza che il faraone ne faccia richiesta invece a Tarhuna-Radu, palesa che Arzawa si era sostituito agli Ittiti nell'immagine internazionale come prima potenza dell'area e che in effetti Tarhuna-Radu, pur non avendo il controllo sui Kaska, avesse quantomeno la possibilità di "reperirli"; segno di grande "potenza", vista la lontananza di Arzawa dal loro territorio.

## La riscossa ittita
Gli Ittiti, riorganizzatisi dalla nuova capitale Samuha, riuscirono riaffermare il loro potere con Tudhaliya III e suo figlio Šuppiluliuma I (1355 a.C. ca). Secondo il resoconto che ne fece suo nipote Muršili II, fu Šuppiluliuma a chiedere al padre di poter guidare l'esercito nel tentativo di riconquista. Gradualmente l'esercito ittita riuscì a recuperare i territori perduti, costringendo gli Arzawa a retrocedere sempre più verso ovest.
Non è certo se Tarhuna-Radu fosse ancora in vita e al comando o se, nel frattempo, qualcuno gli fosse succeduto; appare probabile però, dalla complicata traduzione di un passaggio delle "Gesta", che proprio Tarhuna-Radu fosse il re arzawa catturato "e portato in catene a Sapinuwa").
Abbiamo invece notizie, sempre in questo periodo, di un rifiuto da parte di un capo Arzawa chiamato Anzapahhaddu di restituire dei latitanti sfuggiti alla giustizia di Ḫattuša. Gli Ittiti inviarono il generale Himuili per una spedizione punitiva, riportando però un'umiliante sconfitta. Fu ancora Šuppiluliuma a risolvere la questione, guidando le truppe personalmente e sbaragliando l'esercito di Arzawa..
Riconquistate le Terre Basse, il sovrano ittita vi insediò il generale Hanutti come governatore. Questi, oltre a stabilizzare l'area, condusse una serie di attacchi, il primo dei quali al regno di Hapalla, il più vicino tra quelli arzawa ai territori ittiti. Essi consentirono di completare, nello spazio di un decennio dall'inizio delle ostilità, la riconquista dell'Anatolia occidentale.
Purtroppo le "Gesta" di Šuppiluliuma I sono giunte a noi in modo assai frammentario. Il quarto di secolo che sta tra l'inizio della riscossa ittita e l'ascesa di Muršili è, così, ancora poco chiaro. 
Da un frammento di questi resoconti si è ipotizzata una decisiva vittoria campale colta da Šuppiluliuma, con conseguente conquista e sottomissione dell'intera area, che sarebbe stata poi divisa dal conquistatore in staterelli, retti ognuno da un re vassallo.
Benché questa resti la versione più accreditata, non c'è accordo sul grado di dipendenza di Arzawa verso Ḫattuša in questo periodo (1350 ca.-1322), e se avesse mantenuto una struttura unitaria o confederata.
Sappiamo con sicurezza però che attorno al 1340 a.C. su determinata zone o regni di Arzawa governavano dei sovrani, certamente tributari degli Ittiti, che diedero vita a linee dinastiche reali nei singoli regni Arzawa, almeno dall'avvento di Muršili II in poi (1321-1295).
Proprio nella fase della riscossa di Šuppiluliuma, ad esempio, compare nei testi per la prima volta il nome dello stato di Mira, il cui principe Mashuiluwa, riparò presso il sovrano ittita chiedendo protezione. Šuppiluliuma gli diede in sposa una figlia ma in un primo tempo non riuscì a reinstallarlo sul trono, come avvenne invece alcuni anni dopo con suo figlio Muršili II.
Pertanto attorno al 1340 a.C. o poco dopo, l'area Arzawa risultava essere così divisa: il regno di Arzawa Minor attorno alla capitale Apasa, con re Uhha-Ziti; forse il regno di Mira; la Terra del fiume Seha con Muwa-Walwi e Hapalla, forse già con sovrano Targasnalli.
Alcuni includono nell'area anche il regno di Wilusa/Troia nell'estremo nordovest anatolico, su cui regnava Kukunni, che però non aveva preso parte allo scontro con Šuppiluliuma, e che per taluni storici rappresenta un mondo a sé che non deve essere incluso nell'area Arzawa.

## La rivolta di Uhha-Ziti
Dopo la morte di Šuppiluliuma I e del suo successore Arnuwanda II durante un'epidemia, sul trono di Hattuša salì il Muršili II, appena ventenne. Il re di Arzawa Minor, l'anziano Uhha-Ziti, credendolo debole ed inesperto, sfidò apertamente l'autorità imperiale trascinandosi dietro altri stati di Arzawa. Certamente un ruolo importante nella rivolta lo deve aver giocato il regno miceneo di Ahhiyawa: desideroso di subentrare all'influenza ittita nell'Anatolia occidentale, aveva appena stretto un'alleanza con la città costiera di Millawata (1319 a.C.) da adottare come base logistica per le operazioni nell'area. 
Uhha-Ziti intravide nella inesperienza del nuovo re la possibilità di liberarsi dal giogo ittita, con l'aiuto dei potenti Ahhiyawa, e si decise alla rivolta
Muršili II registrò il palese disprezzo del rivale in un documento:
Sebbene Muršili II fosse giovane, non disponeva affatto di un esercito in rovina, né mancava di capacità. Il re ittita così mosse personalmente ad ovest, invadendo Arzawa con le proprie truppe, a cui si erano unite quelle del fratello Sharri Kushuh (anche chiamato Piyassili), governatore di Karkemiš.
Uhha-Ziti, che poteva contare su un eccellente esercito le cui forze erano guidate dai figli Piyama-Kurunta e Tapalazunawali, riuscì ad avere l'appoggio della Terra del fiume Seha, mentre Mira, sebbene divisa in fazioni, combatté con il proprio re Mashuiluwa a fianco degli Ittiti. Non si sa quale sia stata la posizione di Wilusa e Hapalla.
Mentre Muršili era in marcia verso Arzawa, un meteorite cadde sulla capitale Apasa e ferì anche Uhha-Ziti, alle ginocchia. Gli Ittiti interpretarono il segno come un presagio favorevole, anche perché Uhha-Ziti non poté guidare l'esercito in battaglia e dovette affidarlo al figlio Piyama-Kurunta. Lo scontro avvenne nel 1319 a.C. sul fiume Astarpa, al confine di Arzawa, e Muršili sconfisse gli avversari, distrusse Millawata, strinse d'assedio Apasa e costrinse Uhha-Ziti a riparare ad Ahhiyawa, dove morì qualche mese dopo.
Muršili si preparava ad attaccare la Terra del fiume Seha, ma il giovane re Manhapa-Tarhunta, gli inviò la madre e gli anziani della capitale ad invocare perdono. Muršili lo concesse e lo riconfermò re tributario. 
Gli altri stati di Arzawa riconfermarono la loro sottomissione agli Ittiti. Muršili cancellò il territorio di Arzawa Minor, focolaio della rivolta, inglobandolo nello stato di Mira (1318 a.C.) sotto Mashuiluwa, come ricompensa per la fedeltà dimostrata. Poi divise definitivamente l'area Arzawa in regni indipendenti l'uno dall'altro, i cui sovrani diedero vita, come vassalli degli Ittiti, a proprie linee dinastiche regnanti.
Oggi alcuni storiciritengono che fino alla rivolta del 1321 a.C. Mira non fosse uno stato indipendente, ma che fosse parte di Arzawa Minor. Secondo questa teoria, dopo la rivolta, Muršili avrebbe spostato la sede del regno a Mira, insediandovi come sovrano il fedele Mashuiluwa, che negli annali Ittiti figura come "il Signore di Arzawa".
È possibile che Mashuiluwa avesse motivi personali per schierarsi contro Uhha-Ziti: un passaggio negli Annali di Muršili lascia intendere che Mashuiluwa potesse essere l'erede legittimo del trono di Arzawa e che Uhha-Ziti potesse essere un usurpatore, magari uno dei fratelli che lo avevano esiliato ai tempi di Šuppiluliuma, costringendolo a riparare presso gli Ittiti.  Muršili narra: "...e la terra di Mira...io restitui a Mashuiluwa, e la casa ed il trono di suo padre io restituii a lui". Quindi il padre di Mashuiluwa sarebbe stato un sovrano. Questa interpretazione spiegherebbe perché Suppiluliuma gli avesse dato in sposa la figlia: Mashuiluwa non sarebbe stato un fuggitivo qualsiasi, ma un principe ereditario esiliato che ambiva a tornare sul trono paterno.

## L'ascesa di Mira e la fine
In seguito scoppiarono alcune ribellioni nei vari regni Arzawa, fomentate da Ahhiyawa, particolarmente sotto i regni di Muwatalli II e Tudhaliya IV, che represse una rivolta della Terra del fiume Seha e di Wilusa. Comunque, i sovrani Ittiti riuscirono nel secolo seguente a mantenere l'autorità sulla regione, spesso a costo di ingenti sforzi militari, con campagne condotte anche in prima persona.
Nell'ultimo quarto del XIII secolo pare avesse acquisito una grande importanza lo stato di Mira, sotto il re Tarkasnawa. Forse sperando di controllare meglio una zona sempre turbolenta, Tudhaliya IV compì una scelta senza precedenti, innalzando lo stato di Mira ad una sorta di supervisione regionale dell'area di Arzawa: gli altri vassalli della zona non avrebbero più dovuto relazionarsi direttamente con la corte di Ḫattuša, ma con Tarkasnawa, che poi avrebbe riferito a Tudhaliya.
Si pensa che l'accordo abbia avuto successo. L'area di Arzawa rimase relativamente stabile per decenni e, anzi, le forze congiunte di Tudhaliya IV e Tarkasnawa attaccarono ed espugnarono Millawata/Mileto, per decenni roccaforte degli Ahhiyawa (1225 a.C. ca.), cancellando così ogni pretesa di intromissioni di questo regno nell'area anatolica.
Col passare degli anni, e col lento declino dell'impero ittita alle prese con la crescente pressione degli Assiri ad est e le consuete lotte dinastiche per il trono, la posizione di Mira potrebbe essere cambiata. Dalla corrispondenza infatti si nota che il tono con cui Tudhaliya IV si rivolgeva a Tarkasnawa è conciliante, chiamandolo "Mio figlio" e avanzando richieste invece di imposizioni, pur rimanendo quest'ultimo un vassallo. Oggi gli studiosi ritengono che all'inizio del XII secolo a.C., Mira potesse forse essere stato il fulcro di un nuovo stato Arzawa unitario, ma stavolta non antagonista degli Ittiti, ma alleato o blandamente suddito. Le prove in tal senso, tuttavia, sono ancora troppo deboli per trarre conclusioni definitive.
Tarkasnawa probabilmente scomparve nei primi anni del XII secolo, lasciando il trono ad un certo Parhuitta (o Mashuitta), destinatario di una lettera di Šuppiluliuma II, nella quale viene nominato con le formule in uso tra Grandi Re, indizio dell'importanza raggiunta nuovamente da Arzawa in questo periodo.
La fine della storia di questo popolo, tuttavia, arrivò poco dopo: le invasioni dei cosiddetti Popoli del Mare devastarono l'Anatolia ed il Vicino Oriente (1180 a.C. ca.). Il faraone Ramesse III ricorda, nella stele di Medinet Habu, di aver fermato in Fenicia l'avanzata di questi predoni (1178 a.C.), che precedentemente avevano distrutto una serie di stati che egli elenca. Nella lista, assieme alla Terra di Hatti, viene posta anche Arzawa, segno inequivocabile sia della direzione da cui la fine arrivò (da Ovest verso Est) sia del destino ultimo di questa civiltà secolare.

## Re di Arzawa unita
- Kupanta Kurunta (circa 1400 a.C.)
- Madduwatta di Zippasla (dubbio)
- Tarhuna-Radu (circa 1360 a.C.)
- Anzapattadu o Anzapahhaddu (dubbio)
- Uhha-Ziti (sconfitto da Muršili II nel 1319 a.C. e morto nel 1318 a.C.)